# Plan-de-Baix
Plan-de-Baix este o comună în departamentul Drôme din sud-estul Franței. În 2015 avea o populație de 137 de locuitori. după Institutul Național de Statistică și Studii Economice din Franța

## Evoluția populației
| An        | 1975 | 1982 | 1990 | 1999 | 2006 | 2009 | 2015 |
| --------- | ---- | ---- | ---- | ---- | ---- | ---- | ---- |
| Populație | 125  | 139  | 123  | 134  | 143  | 137  | 137  |